# Gia Luận
Gia Luận là một xã của huyện đảo Cát Hải, thành phố Hải Phòng, Việt Nam. Xã nằm ở phía bắc của đảo Cát Bà, hòn đảo lớn thứ ba Việt Nam. xã Xã có vị trí:
- Bắc giáp vịnh Hạ Long.
- Đông giáp vịnh Hạ Long và xã Việt Hải.
- Nam giáp xã Trân Châu.
- Tây giáp xã Hiền Hào và Phù Long.

Do còn chưa được phân định, các hòn đảo lớn nhỏ ở phía bắc và đông bắc của đảo Cát Bà 
trên vịnh Hạ Long hiện do tỉnh Quảng Ninh quản lý và khai thác du lịch bị thành phố Hải Phòng tranh chấp. Một số đảo được thành phố Hải Phòng xem là thuộc quyền quản lý của xã Gia Luận là Lão Câu, Chân Voi, Vụng Ba Cửa, Bom Mê, Hòn Bóng, Dom Giữa, Vạn Bộivà nhiều đảo khác. Trong số này có hai hòn đảo có ý nghĩa là hòn Gà Chọi (biểu tượng của (Vịnh Hạ Long) và đảo Dấu Gỗ, một địa điểm thu hút nhiều du khách.
Xã Gia Luận có diện tích 11,5 km², dân số năm 1999 là khoảng 569 người.